# Secrets and loans
Secrets and loans es el 32do episodio de la serie de televisión norteamericana Gilmore Girls.

## Resumen del episodio
La casa de las Gilmore se ve afectada por una plaga de termitas, y pronto descubren que repararla no será tan fácil ni económico. Lorelai no consigue un préstamo en el banco debido a su situación financiera y pocas posesiones, pero se niega a aceptar ayuda de Luke o de sus padres, como Rory se lo sugiere. En la cena del viernes, Rory hace mención del problema de las termitas y Emily intenta ayudar a Lorelai, ella muy orgullosamente se niega, y además se pelea con Rory recordándole que le había prohibido pedirles ayuda a sus abuelos. Paris se obsesiona en saber la nota de Rory en un test de aptitud; Lane y Rory no se ven desde hace unos días, y la razón es porque Lane se ha vuelto una porrista, a pesar de que ambas anteriormente solían burlarse de las que hacían de animadoras. Cuando Emily arregla una cita para Lorelai con el gerente de un banco, amigo de la familia, y él no le puede dar el préstamo a Lorelai, ella debe dejar de lado su orgullo y acepta la ayuda de su madre como co-garante para poder recibirlo. Después, Lorelai se disculpa con su madre por haber sido muy orgullosa y no querer aceptar su ayuda, y también con Rory, durante la presentación de los uniformes del equipo de baloncesto. Rory y Lane también se reconcilian.

## Curiosidades
- Cuando Rory encara a Lane en el parque tras descubrir que se ha vuelto porrista, se ve pasar detrás de Lane a una pareja tomada de la mano (27:38), la que solo unos segundos después vuelve a pasar por el mismo sitio y en la misma dirección, sin tener siquiera tiempo para dar una eventual vuelta.

- Datos: Q11703681